# Ngô Nam
Ngô Nam (2 tháng 2 năm 1928 – 10 tháng 4 năm 1986) là một nam diễn viên Việt Nam được biết đến với những vai diễn phản diện trong các bộ phim điện ảnh nổi tiếng như Chung một dòng sông, Sao tháng Tám và Chị Dậu.

## Cuộc đời
Ngô Nam tên thật là Ngô Đặng Tính, sinh ngày 2 tháng 2 năm 1928 tại Hà Nội. Vì khuôn mặt có nét dữ dằn mà ông thường xuyên được các đạo diễn chọn vào các vai phản diện như lính ngụy cải trang thành nông dân, biệt kích, hay tên cai đội.
Ông qua đời vào ngày 10 tháng 4 năm 1986 khi chỉ 58 tuổi.

## Tác phẩm
| Năm  | Tên phim                         | Vai diễn               | Đạo diễn                                | Ghi chú     | Nguồn |
| ---- | -------------------------------- | ---------------------- | --------------------------------------- | ----------- | ----- |
| 1959 | Chung một dòng sông              | Cảnh sát Sẹo           | NSND Nguyễn Hồng Nghi, NSND Phạm Kỳ Nam | [ b ] [ c ] | [ 4 ] |
| 1961 | Lửa trung tuyến                  | Chính trị viên đại đội | Phạm Văn Khoa, Lê Minh Hiền             |             |       |
| 1962 | Con chim vành khuyên             | Lính ngụy              | NSND Nguyễn Văn Thông, NSND Trần Vũ     | [ d ] [ c ] | [ 5 ] |
| 1964 | Người chiến sĩ trẻ               | Thụy                   | NSND Hải Ninh                           | [ c ]       |       |
| 1968 | Lửa                              | Soạn                   | NSND Phạm Văn Khoa                      |             |       |
| 1969 | Cuộc chiến đấu vẫn còn tiếp diễn | Khánh                  | NSND Nguyễn Khắc Lợi, Hoàng Thái        |             |       |
| 1971 | Không nơi ẩn nấp                 | Bội                    | NSND Phạm Kỳ Nam                        |             | [ 6 ] |
| 1971 | Người cộng sản trẻ tuổi          | Na - đô                | NSƯT Vũ Phạm Từ                         |             | [ 6 ] |
| 1974 | Dòng sông âm vang                | Vị                     | Nguyễn Đỗ Ngọc                          |             |       |
| 1976 | Sao tháng Tám                    | Cai Đội                | NSND Trần Đắc                           | [ e ]       | [ 7 ] |
| 1981 | Chị Dậu                          | Nghị Quế               | NSND Phạm Văn Khoa                      |             | [ 8 ] |
| 1982 | Phút thứ 89                      | Ông bầu Đông đô        | Quốc Long                               |             |       |
| 1985 | Tiếng bom hòa bình               | Chuyên viên            | NSƯT Lê Đức Tiến                        |             |       |